# Cerkev Marijinega vnebovzetja, Kutná Hora
Cerkev Marijinega vnebovzetja in svetega Janeza Krstnika je gotska in baročno-gotska cerkev, ki stoji v severovzhodnem delu  Kutne Gore na Češkem. Je na seznamu Unescove svetovne dediščine skupaj s kapelo vseh svetih in njeno kostnico ter drugimi spomeniki v Kutni Gori. To je ena izmed najpomembnejših čeških gotskih stavb, zgrajenih v času zadnjega Pšemisla, in tudi zelo pomemben in eden najstarejših primerov baročno-gotskega sloga, povezanega s češkim baročnim arhitektom Janom Blažejem Santinijem Aichlom. 

## Zgodovina
Cerkev je bila okoli leta 1300 najprej zgrajena v gotskem slogu kot ena prvih visokih gotskih stavb v češkem kraljestvu in kot prva cerkev, ki spominja na francoske gotske stolnice.  Zgrajena je bila, kjer je bila prej starejša cerkev in je bila del cistercijanskega samostana Sedlec, ki je bil najstarejši cistercijanski samostan v čeških deželah, ustanovljen leta 1142. Leta 1421 so ga požgali husiti, cerkev pa je ostala razvalina naslednji dve stoletji.
Leta 1700 se je opat samostana v Sedlcu, Jindřich Snopek, odločil obnoviti staro cerkev. Obnovil jo je po načrtih arhitekta Pavla Ignáca Bayerja. Po treh letih je nov arhitekt postal Jan Blažej Santini Aichel, ki je delal za cistercijance že v Zbraslavu. Cerkev je obnovil v svojem izvirnem slogu, imenovanem baročno-gotski. Njegova najveličastnejša dela v cerkvi so neverjetni oboki in prednja stena cerkve s svojim preddverjem, okrašenim s kipi Mateja Václava Jäckla. Cerkev je bila posvečena leta 1708.
Čeprav je bila cerkev prezidana v začetku 18. stoletja, so njen vzhodni del s stranskimi kapelami, kor in transept ohranili svojo prvotno podobo (od zunaj).
Najnovejša obnova cerkve je bila leta 2001.